# Challenger de Guadalajara 2017

El torneo Jalisco Open 2017 fue un torneo profesional de tenis. Pertenece al ATP Challenger Series 2017. Se disputará su 7.ª edición sobre superficie dura, en Guadalajara, México entre el 21 al el 26 de marzo de 2017.

## Jugadores participantes del cuadro de individuales
| Favorito | País                               | Jugador         | Rank1 | Posición en el torneo |
| -------- | ---------------------------------- | --------------- | ----- | --------------------- |
| 1        | Bandera de la República Dominicana | Víctor Estrella | 91    | Cuartos de final      |
| 2        | Bandera de Canadá                  | Vasek Pospisil  | 129   | Segunda ronda         |
| 3        | Bandera de Estados Unidos          | Tennys Sandgren | 166   | Cuartos de final      |
| 4        | Bandera de China Taipéi            | Jason Jung      | 170   | Semifinales           |
| 5        | Bandera de Estados Unidos          | Dennis Novikov  | 173   | Primera ronda         |
| 6        | Bandera de Estados Unidos          | Noah Rubin      | 177   | Segunda ronda         |
| 7        | Bandera de El Salvador             | Marcelo Arévalo | 184   | Segunda ronda         |
| 8        | Bandera de Australia               | Sam Groth       | 187   | Primera ronda         |

- 1 Se ha tomado en cuenta el ranking del 6 de marzo de 2017.

### Otros participantes
Los siguientes jugadores recibieron una invitación (wild card), por lo tanto ingresan directamente al cuadro principal (WC):
- Hans Hach Verdugo
- Eduardo Yahir Orozco Rangel
- Luis Patiño
- Manuel Sánchez

Los siguientes jugadores ingresan al cuadro principal tras disputar el cuadro clasificatorio (Q):
- Álex de Miñaur
- Lloyd Glasspool
- Emilio Gómez
- Austin Krajicek

## Campeones

### Individual Masculino
- Mirza Bašić derrotó en la final a  Denis Shapovalov, 6–4, 6–4

### Dobles Masculino
- Santiago González /  Artem Sitak derrotaron en la final a  Luke Saville /  John-Patrick Smith, 6–3, 1–6, [10–5]